# Garforth
Garforth è un paese di 14 957 abitanti della contea del West Yorkshire, in Inghilterra.